# 田野和彦
田野 和彦（たの かずひこ、1978年11月21日 - ）は、朝日放送の社員（2022年、関連会社・ABCリブラ出向）。元アナウンサー。

## 来歴・人物
岡山県岡山市出身で、倉敷マスカットスタジアム近くの病院で出生。東京農工大学工学部卒業後、2002年に朝日放送へ入社。同期のアナウンサーに、田中花子（結婚を機に退社）がいる。身長は181cmと長身。普通自動車免許、普通二輪免許、英検3級所持。
朝日放送へ入社後は、スポーツアナウンサーとして、オリックス・バファローズ戦の中継を中心に実況やリポーターを担当。ABCラジオの『これぞ!Bs魂 〜気になるオリックス・バファローズ〜』では、初代のパーソナリティを務めた。しかし、2012年秋にアナウンスセンターから編成局番組宣伝部へ異動。同年10月31日にABCラジオで放送された『スポーツにぴたっと。』が、アナウンサーとしての最後の出演番組になっている。
その後テレビディレクターに転身、朝日放送グループ会社であるABCリブラに出向している。

## ディレクターとしての担当番組
- パネルクイズ アタック25 Next（BSJapanext）[1] - ABCリブラ担当プロデューサー（2022年6月-）

## 番組宣伝部時代の担当番組
- なるみ・岡村の過ぎるTV
- ごきげん!ブランニュ

## アナウンサー時代の担当番組

### テレビ
- プロ野球中継
  - スーパーベースボール
  - 全国高校野球選手権大会中継（実況）
  - sky・A STADIUM（スカイ・A）
  - J SPORTS STADIUM（J SPORTS、オリックス・バファローズ戦実況）
- ラグビー・アメフトなどのスポーツ中継
- スカパー!Jリーグ中継・ガンバ大阪主催試合（2010年 - 、スカチャンとJ SPORTS用）
- 超番宣人間タニョーン（テレビの番宣番組）
- ムーブ! - リポーター
- ABC NEWS（不定期、プロ野球シーズン中でも担当）

### ラジオ
- ABCフレッシュアップベースボール （実況およびリポーター、主にオリックス・バファローズの公式戦で実況を担当していた）
- イベント倶楽部（2006年10月 - 2010年3月）
- 元気イチバン!!ぶっちぎりプレイボール（2008年度）リポーター、金曜日担当
- 全国高校野球選手権大会中継 - 実況
- これぞ!Bs魂 〜気になるオリックス・バファローズ〜（2010年4月 - 2012年10月29日）初代パーソナリティ
- 近鉄バファローズアワー
- 全力投球!!妹尾和夫です（中継リポーター、2003年9月 - 2006年9月）
- スポーツにぴたっと。（2010年度・2011年度）不定期でリポーターを務めるほか、2011年度には金曜日の「ムキムキ!ノーサイド劇場」にパートナーとしてレギュラー出演